# Patrick Vieira
Patrick Paul Vieira (tiếng Pháp: [patʁik vjɛʁa]; sinh ngày 23 tháng 6 năm 1976) là một huấn luyện viên và cựu cầu thủ bóng đá chuyên nghiệp người Pháp. Anh được bầu vào danh sách FIFA 100 vào năm 2004.
Khi còn là một cầu thủ, anh nổi lên trong khoảng thời gian chơi tại câu lạc bộ Arsenal từ 1996-2005. Anh đã từng đeo băng đội trưởng và cùng Arsenal giành được 3 chức vô địch ngoại hạng Anh và 4 Cúp FA. Anh đã chơi một mùa bóng cho Juventus sau đó gia nhập câu lạc bộ Inter Milan vào năm 2006. Anh đá có 105 lần khoác áo đội tuyển quốc gia Pháp. Anh là thành viên đội tuyển Pháp giành cúp vô địch thế giới năm 1998, cúp vô địch châu Âu năm 2000 và là đội trưởng của đội tuyển Pháp tham dự Euro 2008.
Ngày 14 tháng 7 năm 2011, Vieira đã chính thức tuyên bố giã từ sự nghiệp cầu thủ và chuyển qua làm công tác huấn luyện ở Manchester City.

## Sự nghiệp câu lạc bộ

### Khởi đầu
Sinh ra tại Sénégal, gia đình anh chuyển đến Pháp năm anh lên 8 tuổi và anh không quay lại Senegal cho đến năm 2003. Khởi đầu sự nghiệp anh chơi cho câu lạc bộ AS Cannes khi anh 17 tuổi và trở thành đội trưởng của đội này khi anh 19 tuổi. Không lâu sau anh đã đến Ý và gia nhập câu lạc bộ AC Milan nhưng anh chỉ thi đấu cho câu lạc bộ này đúng 2 trận trược khi chuyển sang Anh chơi cho Arsenal.

### Arsenal
Tháng 9 năm 1996 huấn luyện viên Arsène Wenger đã mua anh về từ câu lạc bộ AC Milan với giá 3.5 triệu bảng Anh

### Inter Milan
Trong 3 năm rưỡi khoác áo Inter sau Calciopoli, Vieira giành 3 Scudetto và 2 Siêu Cúp Ý.

## Danh hiệu
- Arsenal
  - Premier League 1997/98, 2001/02, 2003/04
  - FA Cup 1998, 2002, 2003, 2005
  - FA Community Shield 1998, 1999, 2002
- Inter Milan
  - Scudetto 2006/07, 2007/08
  - Siêu Cúp Ý 2006
- Pháp
  - World Cup 1998
  - Euro 2000

## Thống kê
| Câu lạc bộ          | Câu lạc bộ          | Câu lạc bộ          | Giải đấu       | Giải đấu       | Cúp quốc gia    | Cúp quốc gia    | Cúp liên đoàn     | Cúp liên đoàn     | Châu Âu | Châu Âu | Tổng cộng | Tổng cộng |
| Mùa giải            | Câu lạc bộ          | Giải đấu            | Trận           | Bàn            | Trận            | Bàn             | Trận              | Bàn               | Trận    | Bàn     | Trận      | Bàn       |
| Pháp                | Pháp                | Pháp                | La Liga        | La Liga        | Coupe de France | Coupe de France | Coupe de la Ligue | Coupe de la Ligue | Châu Âu | Châu Âu | Tổng cộng | Tổng cộng |
| ------------------- | ------------------- | ------------------- | -------------- | -------------- | --------------- | --------------- | ----------------- | ----------------- | ------- | ------- | --------- | --------- |
| 1993–94             | Cannes              | Division 1          | 5              | 0              | 1               | 0               |                   |                   | -       | -       | 6         | 0         |
| 1994–95             | Cannes              | Division 1          | 31             | 2              | 2               | 0               | 1                 | 1                 | 4       | 1       | 38        | 4         |
| 1995–96             | Cannes              | Division 1          | 13             | 0              |                 |                 |                   |                   | 4       | 0       | 17        | 0         |
| Ý                   | Ý                   | Ý                   | Serie A        | Serie A        | Coppa Italia    | Coppa Italia    | Cúp Liên đoàn     | Cúp Liên đoàn     | Châu Âu | Châu Âu | Tổng cộng | Tổng cộng |
| 1995–96             | Milan               | Serie A             | 2              | 0              | 1               | 0               | -                 | -                 | 2       | 0       | 5         | 0         |
| Anh                 | Anh                 | Anh                 | Premier League | Premier League | FA Cup          | FA Cup          | League Cup        | League Cup        | Châu Âu | Châu Âu | Tổng cộng | Tổng cộng |
| 1996–97             | Arsenal             | Premier League      | 31             | 2              | 3               | 0               | 3                 | 0                 | 1       | 0       | 38        | 2         |
| 1997–98             | Arsenal             | Premier League      | 33             | 2              | 9               | 0               | 2                 | 0                 | 2       | 0       | 46        | 2         |
| 1998–99             | Arsenal             | Premier League      | 34             | 3              | 5               | 1               | 1                 | 0                 | 3       | 0       | 43        | 4         |
| 1999–00             | Arsenal             | Premier League      | 30             | 2              | 2               | 0               | 1                 | 0                 | 14      | 0       | 47        | 2         |
| 2000–01             | Arsenal             | Premier League      | 30             | 6              | 6               | 1               |                   |                   | 12      | 0       | 48        | 7         |
| 2001–02             | Arsenal             | Premier League      | 36             | 2              | 7               | 0               | -                 | -                 | 11      | 1       | 54        | 3         |
| 2002–03             | Arsenal             | Premier League      | 24             | 3              | 5               | 0               | 1                 | 0                 | 12      | 1       | 42        | 4         |
| 2003–04             | Arsenal             | Premier League      | 29             | 3              | 5               | 0               | 3                 | 0                 | 7       | 0       | 44        | 3         |
| 2004–05             | Arsenal             | Premier League      | 32             | 6              | 6               | 1               | -                 | -                 | 6       | 0       | 44        | 7         |
| Ý                   | Ý                   | Ý                   | Serie A        | Serie A        | Coppa Italia    | Coppa Italia    | Cúp Liên đoàn     | Cúp Liên đoàn     | Châu Âu | Châu Âu | Tổng cộng | Tổng cộng |
| 2005–06             | Juventus            | Serie A             | 31             | 5              | 3               | 0               | 1                 | 0                 | 7       | 0       | 42        | 5         |
| 2006–07             | Internazionale      | Serie A             | 20             | 1              | 3               | 0               | 1                 | 2                 | 4       | 1       | 28        | 4         |
| 2007–08             | Internazionale      | Serie A             | 16             | 3              | 3               | 0               | 1                 | 0                 | 3       | 0       | 23        | 3         |
| 2008–09             | Internazionale      | Serie A             | 19             | 1              | 2               | 0               | -                 | -                 | 3       | 0       | 24        | 1         |
| 2009–10             | Internazionale      | Serie A             | 12             | 1              | 1               | 0               | 1                 | 0                 | 2       | 0       | 16        | 1         |
| Anh                 | Anh                 | Anh                 | Premier League | Premier League | FA Cup          | FA Cup          | League Cup        | League Cup        | Châu Âu | Châu Âu | Tổng cộng | Tổng cộng |
| 2009–10             | Manchester City     | Premier League      | 13             | 1              | 1               | 0               | 0                 | 0                 | -       | -       | 14        | 1         |
| 2010–11             | Manchester City     | Premier League      | 15             | 2              | 8               | 3               | 1                 | 0                 | 8       | 0       | 32        | 5         |
| Tổng cộng           | Pháp                | Pháp                | 49             | 2              | 3               | 1               | 1                 | 0                 | 8       | 1       | 61        | 4         |
| Tổng cộng           | Ý                   | Ý                   | 100            | 11             | 13              | 0               | 4                 | 2                 | 21      | 1       | 138       | 14        |
| Tổng cộng           | Anh                 | Anh                 | 307            | 32             | 57              | 6               | 12                | 0                 | 76      | 2       | 452       | 40        |
| Tổng cộng sự nghiệp | Tổng cộng sự nghiệp | Tổng cộng sự nghiệp | 456            | 45             | 73              | 7               | 17                | 2                 | 105     | 4       | 651       | 58        |

### Quốc tế
| # | Ngày                 | Địa điểm                                          | Đối thủ     | Bàn thắng | Kết quả | Giải đấu                     |
| - | -------------------- | ------------------------------------------------- | ----------- | --------- | ------- | ---------------------------- |
| 1 | 30 tháng 5 năm 2001  | Sân vận động World Cup Daegu, Daegu, Hàn Quốc     | Hàn Quốc    | 2–0       | 5–0     | FIFA Confederations Cup 2001 |
| 2 | 10 tháng 6 năm 2001  | Sân vận động Quốc tế Yokohama, Yokohama, Nhật Bản | Nhật Bản    | 1–0       | 1–0     | FIFA Confederations Cup 2001 |
| 3 | 13 tháng 2 năm 2002  | Stade de France, Saint-Denis, Pháp                | România     | 1–0       | 2–1     | Giao hữu                     |
| 4 | 12 tháng 10 năm 2002 | Stade de France, Saint-Denis, Pháp                | Slovenia    | 1–0       | 5–0     | Vòng loại Euro 2004          |
| 5 | 23 tháng 6 năm 2006  | Sân vận động RheinEnergie, Köln, Đức              | Togo        | 1–0       | 2–0     | World Cup 2006               |
| 6 | 27 tháng 6 năm 2006  | AWD-Arena, Hannover, Đức                          | Tây Ban Nha | 2–1       | 3–1     | World Cup 2006               |